# Bro Sant Malou
Bro Sant Malou (gal·ló Paeï de Saent-Malò) és un dels nou broioù (països) en què és dividida la Bretanya històrica, format per 198 municipis en un territori de 3 931 km² i 314.934 habitants segons el cens del 1999. La capital és la vila de Sant-Maloù.
Actualment és repartit entre els actuals departements d'Illa i Vilaine, de Costes del Nord i una part del d'Ar Mor-Bihan (regió de Ploërmel). Les subdivisions tradicionals són el Poualed o Clos Poulet sober el marge dret de la Rance, que deu el seu nom a l'antiga ciutat d'Aleth, el Poudouvre a la regió de Dinan, i el Porhoët a tota la part sud. Comprèn 67 municipis d'Ille i Vilaine i 4 de Costes del Nord.

## El país de la Loi Voynet
El País de Sant-Maloù té una superfície de 1.106 kilòmetres quadrats (el 16,3% d'Ille i Vilaine) i 149.360 habitants en 2004, comprèn una Comunitat d'aglomeració i quatre Comunitats de comunes que aplega 71 comunes, d'elles 67 a Ille i Vilaine i 4 a les Costes del Nord : 
- Saint-Malo aglomeració,
- la Comunitat de comunes de la Côte d'Émeraude (voltants de Ploubalay a les Costes del Nord),
- la Comunitat de comunes del País de la Bretanya Romàntica
- la Comunitat de comunes del País de Dol-de-Bretagne i de la Badia del Mont Saint-Michel,
- la Comunitat de comunes de la Badia del Mont Saint-Michel (Porta de Bretanya, cantó de Pleine-Fougères)
- una comuna aïllada: Dinard que havia d'unir-se a la Comunitat de comunes de la Côte d'Émeraude, en gener de 2012[1] · .[2]

La comuna de Saint-Symphorien, creada l'u de gener de 2008, formava part originàriament del País de Sant-Maloù à l'origine però després de la seva adhesió a la Comunitat de comunes de la Val d'Ille l'1 de gener de 2009, es va unir de facto al País de Rennes.

## Comunes i cantons

### Cantó de Cancale
- Cancale ;
- La Fresnais ;
- Hirel ;
- Saint-Benoît-des-Ondes ;
- Saint-Coulomb ;
- Saint-Méloir-des-Ondes.

### Cantó de Châteauneuf-d'Ille-et-Vilaine
- Châteauneuf-d'Ille-et-Vilaine ;
- Lillemer ;
- Miniac-Morvan ;
- Plerguer ;
- Saint-Guinoux ;
- Saint-Père (Ille i Vilaine) ;
- Saint-Suliac ;
- Le Tronchet (Ille i Vilaine) ;
- La Ville-ès-Nonais.

### Cantó de Combourg
- Bonnemain ;
- Combourg ;
- Cuguen ;
- Lanhélin ;
- Lourmais ;
- Meillac ;
- Saint-Léger-des-Prés ;
- Saint-Pierre-de-Plesguen ;
- Trémeheuc ;
- Tressé.

### Cantó de Dinard
- Dinard ;
- Le Minihic-sur-Rance ;
- Pleurtuit ;
- La Richardais ;
- Saint-Briac-sur-Mer ;
- Saint-Lunaire.

### Cantó de Dol-de-Bretagne
- Baguer-Morvan ;
- Baguer-Pican ;
- Cherrueix ;
- Dol-de-Bretagne ;
- Epiniac ;
- Mont-Dol ;
- Roz-Landrieux ;
- Le Vivier-sur-Mer.

### Cantó de Hédé
- Dingé ;
- Hédé ;
- Lanrigan ;
- Québriac.

### Cantó de Ploubalay
- Lancieux ;
- Plessix-Balisson ;
- Ploubalay ;
- Trégon;

### Cantó de Pleine-Fougères
- La Boussac ;
- Broualan ;
- Pleine-Fougères ;
- Roz-sur-Couesnon ;
- Sains ;
- Saint-Broladre ;
- Saint-Georges-de-Gréhaigne ;
- Saint-Marcan ;
- Sougéal ;
- Trans-la-Forêt ;
- Vieux-Viel ;

### Cantó de Saint-Malo-Nord
- Saint-Malo (fracció).

### Cantó de Saint-Malo-Sud
- La Gouesnière ;
- Saint-Jouan-des-Guérets ;
- Saint-Malo (fracció).

### Cantó de Tinténiac
- La Baussaine ;
- La Chapelle-aux-Filtzméens ;
- Longaulnay ;
- Pleugueneuc ;
- Plesder ;
- Saint-Domineuc ;
- Saint-Thual ;
- Tinténiac ;
- Trévérien ;
- Trimer.